# M48 Patton
El M48 Patton és un tanc de batalla principal (MBT) de primera generació nord-americà introduït el febrer de 1952, sent designat com el 90mm Gun M48. Va ser dissenyat com a reemplaçament dels tancs M26 Pershing, M4 Sherman, M46 i M47 Patton, i va ser el principal tanc de batalla de l'Exèrcit dels Estats Units i del Cos de Marines dels Estats Units a la Guerra del Vietnam.  Prop de 12.000 M48 van ser construïts, principalment per Chrysler i American Locomotive Company, de 1952 a 1961. El M48 Patton va ser el primer tanc d'armes mitjà dels Estats Units amb una tripulació de quatre homes, amb un compartiment de conductor de línia central i sense metralladora de proa. Igual que amb gairebé tots els vehicles blindats nous, tenia una gran varietat de sistemes de suspensió, estils de cúpula, paquets d'energia, defensa i altres detalls entre els tancs individuals. Va ser el tercer tanc americà en rebre el nom del general George S. Patton.
La sèrie M48 Patton va tenir un servei generalitzat amb els Estats Units i l'OTAN fins que va ser substituïda pel tanc M60. Va ser àmpliament exportat. El buc del tanc també es va convertir en la base d'una àmplia varietat de vehicles experimentals, d'utilitat i de suport, com ara vehicles blindats de recuperació i capes de pont.
Molts M48 segueixen en servei en països diferents dels EUA. La majoria d'aquests han estat modificats i la seva potència de foc, mobilitat i protecció han millorat per augmentar la seva eficàcia de combat en el camp de batalla modern.

## Desenvolupamen
El M47 Patton va entrar en producció el 1951 i va ser utilitzat per l'Exèrcit dels Estats Units i el Cos de Marines, però els problemes tècnics i de producció en curs li van impedir servir a la Guerra de Corea. Això va obligar els Estats Units a llançar models de tancs més antics, com el M26 Pershing i el M46 Patton. Com a resposta, l'Exèrcit va llançar diversos projectes de disseny per a la substitució del M46 i el M26. Els Estats Units van entrar en un període d'activitat frenètica durant l'atmosfera de crisi de la Guerra de Corea, quan els Estats Units semblaven estar per darrere de la Unió Soviètica en termes de qualitat i quantitat de tancs.
Els cicles de prova i desenvolupament es van produir simultàniament amb la producció per assegurar un lliurament ràpid de nous tancs. Aquesta ràpida producció va causar problemes, però la importància donada a l'equipació ràpida d'unitats de combat amb nous tancs va impedir les proves detallades i l'avaluació abans de la seva producció en quantitat.  Entre ells destaquen els projectes T42, T69 i T48, així com continuar amb les millores posteriors a l'M47.

### T48
El projecte T48 es va centrar a millorar la torreta del M47 Patton i millorar el rendiment amb un motor de gasolina més potent però més eficient. Les maquetes de disseny d'escala 1/4 i 1/8 de la torreta es van construir durant el maig de 1950 utilitzant el canó principal T119 de 90 mm del Patton M47. L'estudi de disseny va ser acceptat per l'Exèrcit al desembre i un contracte per al disseny i enginyeria de producció avançada (APE) d'un tanc armat de 90 mm va ser concedit a la defensa Chrysler.
El redisseny del buc incloïa moure l'estació del conductor al centre davanter i l'eliminació de la metralladora muntada en arc i la seva estació de tripulació associada, que es va convertir en un contenidor segur per a munició principal addicional. El glacis frontal estava inclinat per oferir una protecció balística molt millor que els dissenys antics soldats i més aviat plans. Una roda de direcció d'estil d'avió va reemplaçar la direcció de palanca. El paquet d'energia consistia en el motor de gasolina Continental AV-1790-5B que produïa una potència de cavall de fre 704 acoblada a una transmissió de disc creuat Allison CD-850-4A amb 2 rangs d'avançada i 1 revers. L'armadura del casc es va incrementar a 100 mm en el vidre frontal d'acer homogeni enrotllat. Tenia sis parells de rodes de carretera per costat i cinc corrons de retorn, un sistema de suspensió de la barra de torsió, i utilitzava pistes d'acer T97E2. Una nova torreta en forma d'hemisferi va eliminar les trampes de tir observades pels M47 i va baixar l'alçada del vehicle.
El pilot T48 the1 va ser construït per Chrysler Engineering per començar les proves al OTAC Detroit Arsenal Test Center el desembre de 1951. Es van construir sis prototips en total.
El 27 de febrer de 1951, poc després de l'esclat de la Guerra de Corea, el Comitè Tècnic d'Ordenança (OTCM) núm. 33791 va iniciar la producció simultània i el refinament de disseny del nou tanc, designant els tancs de producció com el tanc de 90 mm Gun Tank M48. L'exèrcit va planejar produir uns 9.000 M48s en tres anys de desenvolupament. Chrysler Corporation es va convertir en el principal productor del tanc. Els problemes de producció i dents esperats van portar a la creació de comitès integradors per coordinar el desenvolupament de tancs i components. Aquests comitès del Vehicle de Combat de l'Exèrcit (ARCOVE) incloïen representants militars i industrials que proporcionaven una advertència primerenca de defectes i recomanaven remeis.
Chrysler va començar a construir la planta de tancs Newark a Newark, Delaware, el març de 1951 per produir el M48 mentre que Chrysler Defense Engineering i ARCOVE van continuar amb l'enginyeria de producció avançada per evolucionar el disseny utilitzant els prototips T48 a l'OTAC Detroit Arsenal. Al maig de 1952, Chrysler va acordar prendre el control d'una base de propietat del govern i contractista operat de la planta de producció de Newark Tank amb el govern dels Estats Units i continuar el refinament de disseny de producció del T48 a l'OTAC Detroit Arsenal. Per satisfer la necessitat urgent de tancs, també es van adjudicar contractes de producció a la General Motors Fisher Body Division i a la Ford Motor Company per produir el tanc a Michigan a partir d'abril de 1952. També el juliol de 1952 l'Exèrcit va atorgar a l'American Locomotive Company un contracte de 200 milions de dòlars per començar a produir el tanc el 1953 a la planta de tancs Schenectady a Nova York. Les quatre empreses van rebre contractes de producció inicials en aquest mateix any per al voltant de 400 tancs cadascun. El primer tanc de producció de Chrysler es va donar a conèixer l'1 de juliol de 1952 amb  de M48 Patton per la senyora Beatrice Ayer Patton, vídua del difunt general George S Patton.

## Conflictes que ha intervingut

### Guerra de Vietnam

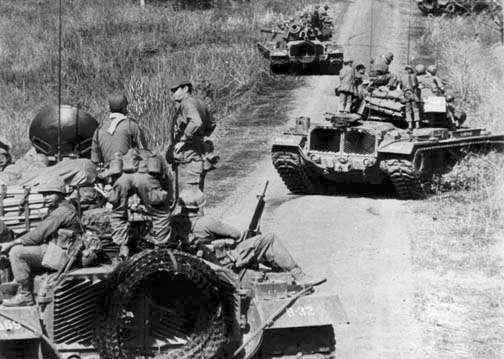
25a Divisió d'Infanteria M-48 Patton tancs en una formació d'arengs en una carretera a Vietnam

El M48 va veure una àmplia acció amb l'exèrcit dels Estats Units durant la Guerra del Vietnam. Més de 600 Pattons serien desplegats amb les forces dels Estats Units durant aquesta guerra. Els M48 inicials van aterrar per primera vegada amb el 1r i 3r Batalló de Tancs dels Marines dels Estats Units el 1965, i el 5è Batalló de Tancs Marines més tard es va convertir en una unitat de suport/reforç. La resta de Pattons desplegats al Vietnam del Sud estaven en tres batallons de l'Exèrcit dels Estats Units, és a dir, l'1-77è regiement armat prop de la DMZ entre agost de 1968 i gener de 1969.
Més tard van ser reemplaçats per M48A3, el 1-69è regiment armat a les Terres Altes Centrals del Vietnam del Sud i el 2-34è regiemnt armat situat prop del delta de Mekong. Cada batalló consistia en aproximadament 57 tancs. Els M48 també van ser utilitzats pels Esquadrons de Cavalleria Blindada a Vietnam fins que van ser reemplaçats pels M551 Sheridan en els Esquadrons de Cavalleria Divisional. Els tancs M48A3 van romandre en servei amb l'11è Regiment de Cavalleria Blindada fins que la unitat va ser retirada del conflicte. Algunes variants M48, anomenades "Zippos", o tancs M67A1 Flame van ser utilitzats per algunes unitats del Cos de Marines dels Estats Units, però l'Exèrcit dels Estats Units ja no els va fer servir. De 1965 a 1968, 120 tancs M48A3 dels Estats Units van ser cancel·lats.
El M48 Patton té la distinció de tenir un paper únic en un esdeveniment que estava destinat a alterar radicalment la conducta de la guerra blindada. Quan les forces estatunidenques van començar les operacions de redesplegament, molts dels Pattons M48A3 van ser lliurats a les forces de l'Exèrcit de la República de Vietnam, en particular creant el 20è Regiment de Tancs ARVN de la mida del batalló, que complementava les seves unitats M41 Walker Bulldog. Durant l'ofensiva de Pasqua de l'Exèrcit Popular del Vietnam del Nord el 1972, els enfrontaments de tancs entre les unitats del PAVN T-54/PT-76 i ARVN M48/M41 es van fer comuns.
El 23 d'abril de 1972, els petroliers del 20è Regiment de Tancs van ser atacats per un equip de tancs d'infanteria del PAVN, equipat amb el nou míssil antitanc dirigit per cable 9M14M Malyutka. Durant aquesta batalla, un tanc M48A3 Patton i un M113 van ser destruïts, convertint-se en les primeres pèrdues del míssil; pèrdues que es repetirien en una escala encara més gran un any després durant la Guerra del Yom Kippur a l'Orient Mitjà el 1973. El 2 de maig, el 20è Regiment de Tancs havia perdut tots els seus tancs a causa del foc enemic.  Durant el primer mes de la Primera Batalla de Qungng Tr, tots els Pattons ARVN M48 (100 tancs) es van perdre.
Els M48 van actuar admirablement al Vietnam del Sud en el paper de suport a la infanteria. No obstant això, hi va haver poques batalles de tancs contra tancs reals. Un d'ells va ser entre el 69è regiment armat dels Estats Units i el PT-76 tancs amfibis lleugers del 202è Regiment Cuirassat de Vietnam del Nord al Ben Het Camp el març de 1969. Els M48 proporcionaven una protecció adequada per a la seva tripulació d'armes petites, mines i granades propulsades per coets. Els M48 i M41 sud-vietnamites van lluitar en l'ofensiva de primavera de 1975. En diversos incidents, l'ERVN va derrotar amb èxit els tancs T-34 i T-55 del PAVN i fins i tot va alentir l'ofensiva del Nord.
No obstant això, a causa de l'escassetat de combustible i municions a les quals s'enfronten els militars sud-vietnamites a causa de la prohibició del Congrés dels Estats Units sobre el finançament i subministrament d'equip militar i logística al país, els tancs de fabricació nord-americana aviat es van quedar sense munició i combustible i van ser ràpidament abandonats al PAVN, que després els va posar en servei després que la guerra acabés el maig de 1975. En total, 250 dels M48A3 de l'ERVN van ser destruïts i capturats i els capturats (almenys 30) només es van utilitzar breument abans de ser eliminats i convertits en mostres commemoratives de guerra a tot Vietnam.

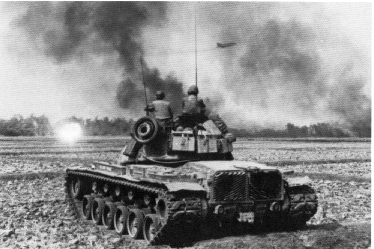
Un M48 Patton de la 1a Cavalleria Blindada a l'oest de Saigon.

Els M48, juntament amb Ordnance QF 20-pounder i es els Centurions del 1r Regiment Blindat australians, van ser els únics vehicles utilitzats pel bàndol Vietnam del Sud a la Guerra del Vietnam que podien protegir raonablement les seves tripulacions de les mines terrestres. Es feien servir sovint per a operacions de dragamines al llarg de l'Autopista 19 a les Terres Altes Centrals, una carretera pavimentada de dos carrils entre An Khe i Pleiku. Els combois diaris van moure els dos camins per l'Autopista 19. Aquests combois s'aguantaven cada matí mentre la carretera era escombrada per a les mines. En aquell moment, el plor de mines es feia per soldats que caminaven lentament sobre les espatlles de terra de l'autopista amb detectors de mines a mà. 
Durant aquest lent procés, els combois es convertirien en un objectiu perillosament acollidor per a l'enemic, especialment les seves guerrilles i partisans. Com a resultat, es va improvisar un mètode més ràpid, el "Thunder Run", en el qual un M48 es va alinear a cada costat de la carretera, amb una pista a l'espatlla de terra i l'altra pista a l'asfalt, i després amb tots els canons disparant, van córrer a una posició designada a quilòmetres de distància. Si els M48 ho feien sense atacar una mina, el camí era clar, i els combois podien continuar. En la majoria dels casos, un M48 que va colpejar una mina terrestre en aquestes operacions només va perdre una roda de carretera o dues en l'explosió; poques vegades hi havia danys al buc que es considerarien una mort catastròfica.

### Guerra indo-pakistanesa de 1965

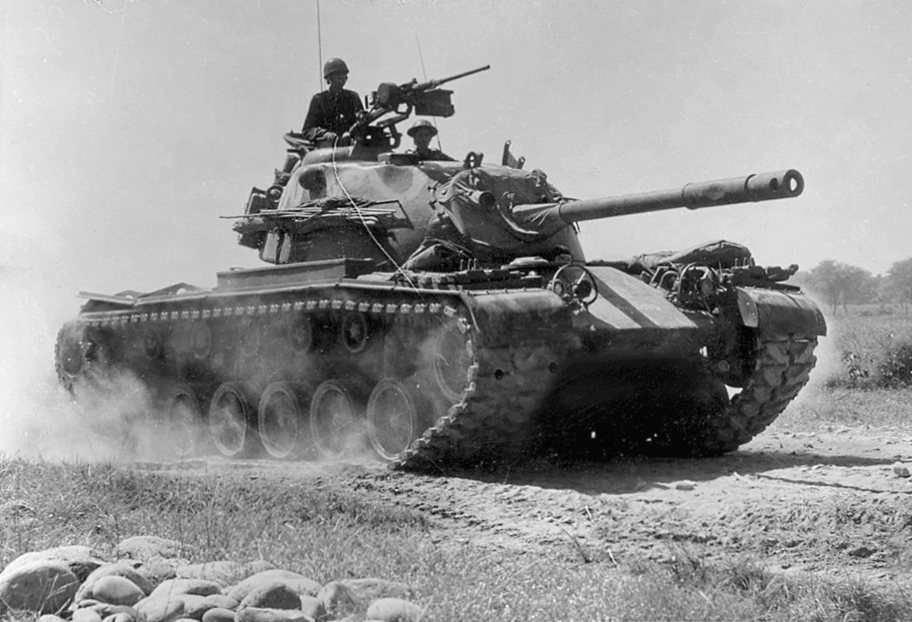
Un M48 Pakistani durant l'Operació Grand Slam

Els M47 i els M48 van ser utilitzats en la guerra de tancs per l'exèrcit pakistanès contra els T-55 soviètics de l'exèrcit indi, els Centurions britànics i els tancs Sherman M4 dels Estats Units en la Guerra indo-paquistanesa de 1965, amb almenys alguns bons resultats. Durant l'Operació Grand Slam les forces de tancs pakistaneses, compostes principalment per tancs M47 i M48 Patton, van travessar les línies de defensa índies molt ràpidament i ràpidament van derrotar els contraatacs cuirassats de l'Exèrcit Indi. A la batalla de Chumb, l'únic batalló de tancs de l'Índia a la regió va ser eliminat.
Els pakistanesos van utilitzar aproximadament el valor d'una divisió de tancs en l'operació, encara que no tots eren Pattons, amb Shermans actualitzats també inclosos. En canvi, el tanc Patton del Pakistan no va complir les seves altes expectatives en la batalla d'Asal Uttar el setembre de 1965, on es van perdre al voltant de 97 tancs pakistanesos, la majoria d'ells Pattons (M47 i M48). Més tard, el tanc Patton va ser el principal tanc pakistanès a la batalla de Chawinda i el seu rendiment en aquesta batalla es va considerar satisfactori contra les armadures índies.

### Guerra dels Sis Dies
Els M48 (Magach) també es van utilitzar amb resultats mixtos durant la Guerra dels Sis Dies de 1967. Durant la guerra, els àrabs van desplegar més Pattons que els israelians, amb Israel disposant de 250 tancs Magach, inclosos 117 preparats per al combat, i Jordània amb 297 M48, inclosos 170 preparats per al combat  En el front de batalla del Sinaí, els Magach israelians amb canons de 105 mm L7 van ser utilitzats amb un èxit considerable contra els IS-3 egipcis, els T-54s/T-55s, els T-34/85 i els SU-100 subministrats per la Unió Soviètica durant els anys 1950 i 1960.
Al front del Sinaí, Els egipcis van ser capaços de repel·lir un atac frontal per part del destacament avançat de la 7a Brigada Blindada del coronel Gonen, formada per dues companyies de Sho't, després el batalló M48 sota el comandament del major Ehud Elad va evitar Rafah i va atacar en dues columnes. Els obusos de 90 mm no van poder penetrar l'armadura frontal de l'IS-3 a distàncies de combat normals. En aquest cas, els israelians van aprofitar la mobilitat i la velocitat de foc dels tancs mitjans M48. Després d'haver perdut diversos Pattons, els israelians van aconseguir fer retrocedir els àrabs dels afores nord de la ciutat i precipitar-se cap a l'assentament d'Al-Arix. El general Tal va intervenir en la batalla, no va esperar reserves i va prendre una decisió arriscada: els centurions restants van tornar a intentar atacar per la carretera i el batalló Patton va passar per alt les posicions àrabs des del sud. En una dura batalla per Jiradi, els Magach van aconseguir la victòria. Sense excepció, tots els Pattons del batalló van ser colpejats per obusos o obusos de morter, i el comandant del batalló va ser assassinat. El Batalló Patton d'Uri Barom va destruir una dotzena de T-34-85 i 15 IS-3M egipcis en la batalla per la cruïlla de Rafah. Israel va perdre 50 M48 tancs de 117: 39 M48A2C i 11 M48A3.
No obstant això, en el front de guerra de Cisjordània, els M48 jordans (Jordan també era un usuari del Magach igual que Israel en el mateix període) van ser sovint derrotats pels Centurions armats de 105 mm israelians i els M4 Shermans i M-51 Super Sherman. Segons els israelians, els àrabs van perdre un total de 129 tancs M48, dels quals 106 vehicles van entrar en servei amb els israelians. Els israelians van perdre 112 tancs i un nombre igual d'altres vehicles blindats, la majoria de foc M48 i M47.

### Guerra de desgast
El desembre de 1967, un ARV basat en tancs M48 jordà va ser inhabilitat a la frontera per un atac d'un avió d'atac Mystere israelià.
El 21 de març de 1968 va tenir lloc la batalla de Karameh. Jordania va desplegar la 60a Brigada Blindada (3r i 5è Regiments), incloent-hi uns 100 tancs M47/48, mentre que els israelians van desplegar 3 batallons de tancs: el 9è i el 82è amb Centurions i el 268è amb M50 Super Sherman. Durant els enfrontaments amb l'exèrcit israelià, la 60a Brigada va perdre 33 Pattons fora de combat, dels quals 2 van ser capturats pels israelians, 11 van ser destruïts i 20 van ser abatuts. Els israelians van perdre 31 tancs inhabilitats, dels quals 3 Sho't i 1 Super Sherman van ser capturats pels jordans.
El 4 d'abril de 1969, un grup de Magach del 46è Batalló va disparar contra el port de la ciutat egípcia de Suez a la zona del bastió de Pierre. Un dels tancs va aconseguir colpejar el vaixell dièsel egipci de fabricació alemanya MV Sad El Furat amb obusos de 90 mm des d'una distància de més de 5 km. A bord del vaixell va començar un incendi, a conseqüència del qual el vaixell va encallar. Aquest va ser un dels vaixells més grans destruïts pel foc dels tancs.

### Setembre Negre de Jordània
Durant la guerra les Forces Reials van desplegar la 60a Brigada Blindada amb M47/48 Pattons a Amman, la 4a Divisió Mecanitzada amb M113  i la 1a Divisió d'Infanteria. Els palestins també tenien diversos tancs a la capital, però no se sap de quin tipus eren.
El 17 de setembre de 1970, la 60a Brigada va llançar una ofensiva. L'ús de tancs sense un suport d'infanteria adequat en condicions urbanes va provocar pèrdues significatives pel foc de RPG de fabricació soviètica. El matí del 19 de setembre, els palestins van repel·lir l'atac de Patton, reclamant la destrucció de 10 d'ells. La guerra va acabar amb la victòria de les forces governamentals i l'expulsió dels palestins, però en comptes dels dos dies previstos, l'operació va durar deu mesos.

### Guerra indo-pakistanesa de 1971
El Patton va ser utilitzat més tard pel Pakistan de nou, aquesta vegada, en la Guerra Indo-Pakistani de 1971. Un contraatac liderat pel 13è Lancers i la 31a unitats de l'exèrcit de cavalleria va ser derrotat per la 54a Divisió índia al voltant de la Batalla de Barapind el desembre de 1971. Els tancs Patton de l'exèrcit pakistanès no van poder aturar un assalt dels tancs soviètics T-55 de la 2a Brigada Blindada. Almenys 9 dels Pattons van ser destruïts pels tancs T-55 durant la batalla de Nainakot.  En total, més de 80 Pattons pakistanesos van ser eliminats durant la guerra, principalment pel foc del Centurion i el T-55.
L'Índia més tard va establir un memoria de guerra temporal anomenat "Patton Nagar" (o "Ciudad Patton") al districte de Khemkaran al Panjab, on els tancs Patton Pakistanesos capturats es van mostrar durant un curt període abans de ser desballestats o enviats a tot l'Índia per al seu ús com a monuments de guerra i monuments militars.
Analitzant el seu rendiment general en les seves guerres amb l'Índia, l'exèrcit pakistanès va sostenir que el Patton era tingut en una estima raonablement alta per ambdós bàndols i que les tàctiques de combat eren les culpables del contratemps a Asal Uttar.

### Guerra del Yom Kippur

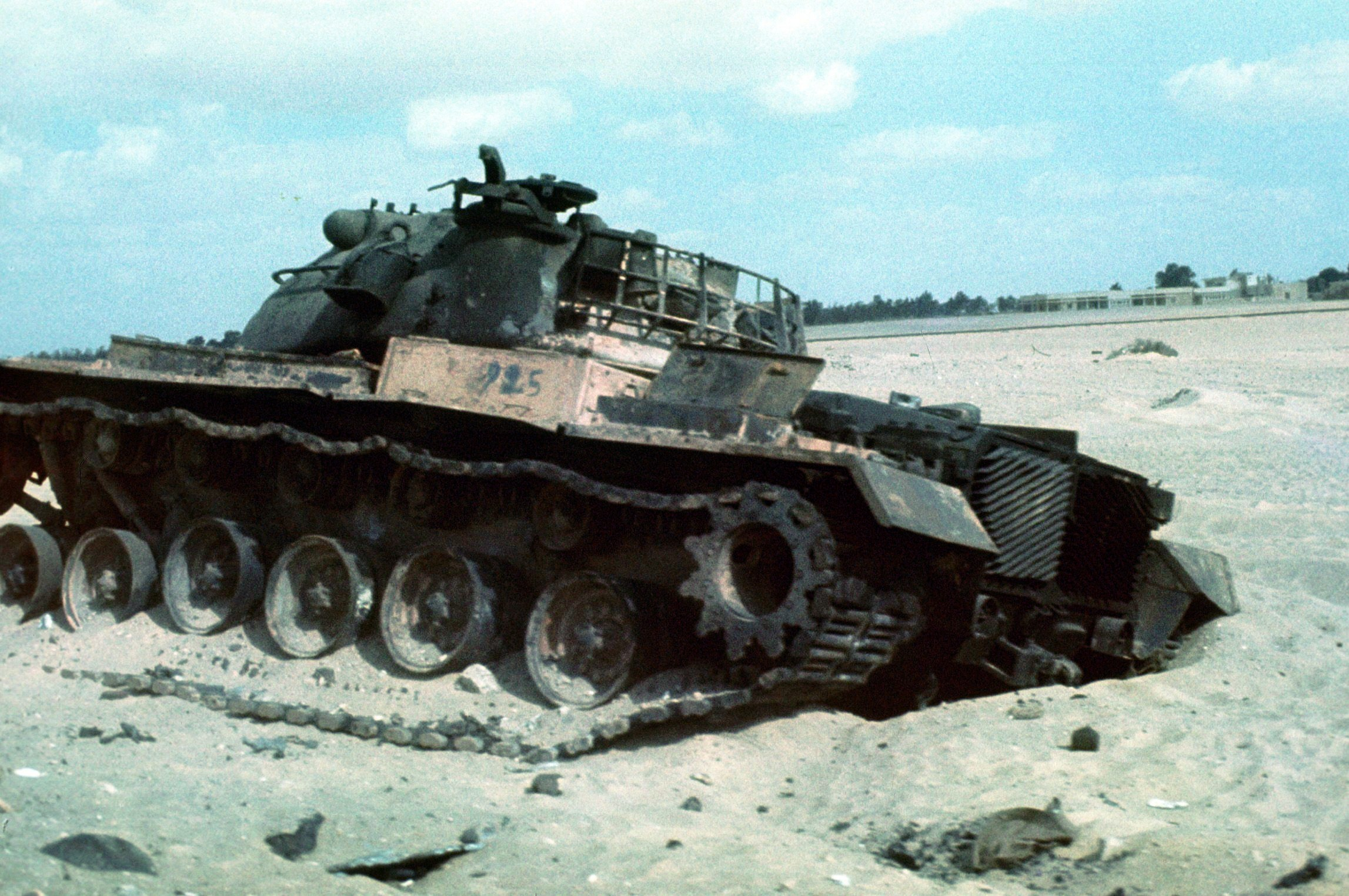
Un tanc Magach Israelià destruït durant la guerra del Yom Kippur

En total, quan va esclatar la Guerra del Yom Kippur, Israel tenia 540 M48-sèrie (amb cànon de 105 mm) i tancs Magach 6. Durant la guerra, els tancs van patir grans pèrdues. Es va descobrir que la ubicació del fluid hidràulic inflamable a la part davantera de la torreta era una vulnerabilitat greu. Egipte havia destruït un gran nombre de tancs israelians, i després de la guerra, només quedaven 200 Magach. Israel va atrinxerar la majoria d'aquests tancs al front del Sinaí contra la infanteria egípcia arrelada armada amb míssils antitanc 9M14 Maliutka.
El 6 d'octubre, Egipte va llançar una ofensiva, amb les brigades de la 252a Divisió Blindada, armades majoritàriament amb tancs Magach, que van portar el pes de l'atac. Els israelians van tenir 6 hores i mitja abans que els enginyers egipcis tallessin passatges pel terraplè de sorra i els tancs egipcis entressin a la batalla. En els primers minuts de la guerra, el quarter general del 9è Batalló de Tancs a Beluz va ser destruït per un míssil de creuer d'un Túpolev Tu-16 egipci. Els egipcis van repel·lir un contraatac de la 14a Brigada Blindada, l'única situada prop del canal. Després dels enfrontaments amb la infanteria egípcia armada amb RPG-7, Maliutka  i BRDM, al matí només 14 tancs dels 54 romanen a la brigada, 82 tripulants i soldats de tancs van morir. La 401a Brigada va ser emboscada per la 18a Divisió d'Infanteria Egípcia i els tancs T-62 de la 15a Brigada, i al matí es va reduir a 23 tancs preparats per al combat dels 104. A la zona del Gran Llac Amarg, els M48 israelians de la 14a Brigada van poder aturar l'avanç de la 130a Brigada Amfibia i els tancs israelians van destruir fins a 25 PT-76 i BTR-50 . La tasca principal dels Pattons israelians era defensar 16 reductes. Així, es van enviar diversos pelotons de M48 israelians per defensar Fort Lakhtanit. La infanteria egípcia va aconseguir capturar la fortalesa, eliminant dos Pattons. Una mica més tard, els egipcis van destruir tres M48 més, disparant des de la fortalesa capturada. La següent columna va rebre el foc de dos tancs egipcis a l'altre costat del canal i es va veure obligada a retirar-se. A finals del 6 d'octubre, la 252a Divisió havia perdut entre 50 i 60 tancs, i al matí del 7 d'octubre, les pèrdues de la divisió s'havien elevat a 173 tancs, la majoria Magach, i 345 membres morts.

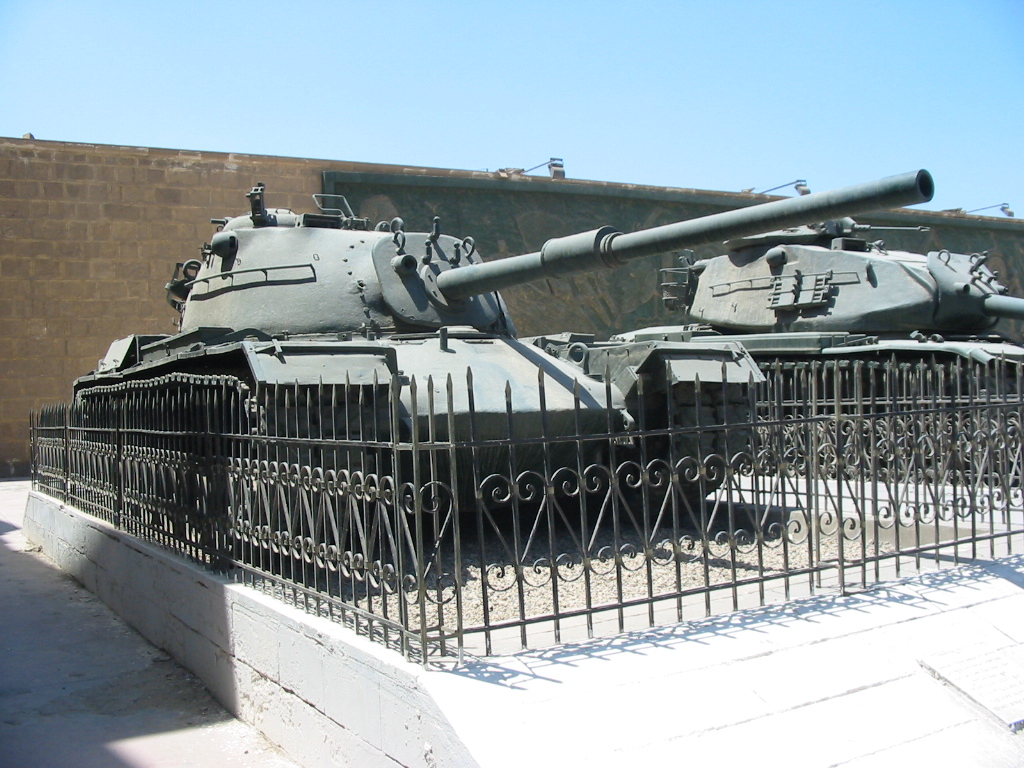
Un Magach capturat per les Forces d'Egipte

Del 15 al 18 d'octubre, els tancs M48 van participar en la batalla de tancs més gran de la guerra Batalla de la Granja xinesa. La batalla va implicar la 21a Divisió Blindada, la 25a Brigada Blindada i la 24a Brigada Blindada en total 232 tancs egipcis i la 143a i 162a Divisió Blindada Israeliana uns 440 tancs.
La batalla va acabar amb una victòria israeliana, però ambdós bàndols van perdre un gran nombre de tancs en aquesta batalla (cada bàndol va perdre uns dos-cents tancs, en total un 400 tancs van ser destruits). La nit del 15/16 d'octubre, la 14a Brigada Israeliana de la 143a Divisió va perdre 70 tancs de 97. Entre el 16 a les 09:00 i el 17 a les 1400, les divisions israelianes 143 i 162 han perdut 96 tancs. A partir del 18 d'octubre, la 21a Divisió Cuirassada egípcia no tenia més de 40 tancs d'un original 136 tancs disponibles a l'inici de la batalla, la 25a Brigada Blindada només tenia 10 tancs d'un original 75 T-62. Els generals israelians anomenarien més tard aquesta batalla de tancs com la més brutal des de la Segona Guerra Mundial.

### Invasió turca de Xipre
Durant la invasió de Xipre de 1974, es va desplegar un batalló turc M48 de la 5a Brigada Blindada, que comprenia uns 55 tancs. Va participar en dues grans batalles. El 14 d'agost, durant la captura de Mia Milia, els tancs turcs no van patir pèrdues a causa de la manca pràctica d'armes antitanc entre els grecoxipriotes. El mateix dia, una companyia de tancs formada per 17 tancs M48 es va desplegar per assaltar el campament del regiment grec al nord de Nicòsia. En aquest cas, amb el suport d'artilleria, els grecoxipriotes van aconseguir tallar la infanteria turca dels tancs i repel·lir l'atac. Un M48 va ser colpejat per un obús d'artilleria i va explotar. El 16 d'agost, els turcs van fer un segon intent d'assalt i van desplegar dues companyies de tancs M48. El campament va ser envoltat i capturat, però a mesura que va continuar avançant, la columna de tancs va ser disparada amb rifles sense retrocés i quatre M48 van ser cremats als carrers de Nicòsia.

### Guerra Iran-Iraq
Els M48 iranians van veure acció en la guerra amb l'Iraq. A l'inici de la guerra, l'Iran disposava de 240 tancs M48A5. Abans de la guerra estaven presents a Siraz  diversos batallons de la 37a Brigada Cuirassada, Kurdistan 1a Brigada Cuirassada i Khuzestan un batalló de la 37a Brigada Cuirassada.
Els tancs M48 Patton estaven patint pèrdues fins i tot abans que comencés la guerra. Del 10 al 13 de setembre de 1980, l'Iraq va dur a terme l'operació Adnan, durant la qual va ocupar l'enclavament de Saif Saad, que pertanyia a l'Iraq en virtut dels Acords d'Alger. L'armadura irania va ser destruïda, una sèrie de tancs M48 van ser abandonats per les tripulacions de tancs iranians i van caure a les mans de l'Iraq com a trofeus. Un altre tanc M48 va ser capturat pels iraquians el 18 de setembre.
La batalla principal en la qual van participar els M48 iranians va ser la batalla de Khorramshahr i Abadan. El 10 d'octubre de 1980, l'Iraq es va apropar als afores de les ciutats. Khorramshahr i Abadan van ser defensats per M48 de la 37a Brigada i Caps de la 92a Divisió. L'Iraq va utilitzar dues divisions blindades armades amb tancs T-62 i T-55 a l'ofensiva . El 14 d'octubre, les posicions iranianes van ser atacades per la 23a divisió mecanitzada iraquiana, els M48 van poder aturar fàcilment els transports de personal blindats, els iraquians van ser expulsats amb grans pèrdues. El 24 d'octubre, Khorramshahr va caure i els iranians es van retirar a Abadan. El 21 de setembre de 1981, els iranians havien perdut 250 tancs a la zona, la 37a Brigada va quedar gairebé completament destruïda, perdent uns 150 M48, però els iraquians encara no van poder prendre Abadan.
L'Iraq no va acceptar el servei dels M48 capturats i el 1986 en va vendre la majoria a través dels Emirats Àrabs Units a un preu alt a l'Iran. El 1988, l'Iraq va vendre diversos M48 capturats a Jordània. Hi ha informació no confirmada que l'Iran va adquirir 80 M48 de Grècia, 80 del Vietnam i diverses desenes del Pakistan durant la guerra.
Els M48 iranians no van experimentar cap problema amb les peces de recanvi durant la guerra Israel, Corea del Sud i Taiwan els van subministrar a l'Iran en grans quantitats.

### Marroc
El Marroc tenia tres batallons de Pattons a la dècada de 1980 i va rebre 114 M48 amb canons de 90 mm i 65 M48A5 amb canons de 105 mm. Aquests tancs van prendre una petita part en les batalles amb el Polisario.
Hi ha molt poca informació detallada sobre l'ús d'aquests tancs a la Guerra del Sàhara Occidental. Per exemple, se sap que durant l'ofensiva del Polisario del 13 d'octubre a principis de novembre de 1984 es van destruir diverses zones fortificades marroquines defensades per tancs. Com a resultat dels combats, 13 tancs M48 i SK-105 van ser destruïts.

### Guerra del Líban de 1982
El juliol de 1958, un batalló nord-americà M48 va participar en una operació al Líban. Es van desplegar un total de 87 tancs M48, 15 al primer grup d'aterratge i 72 al segon.

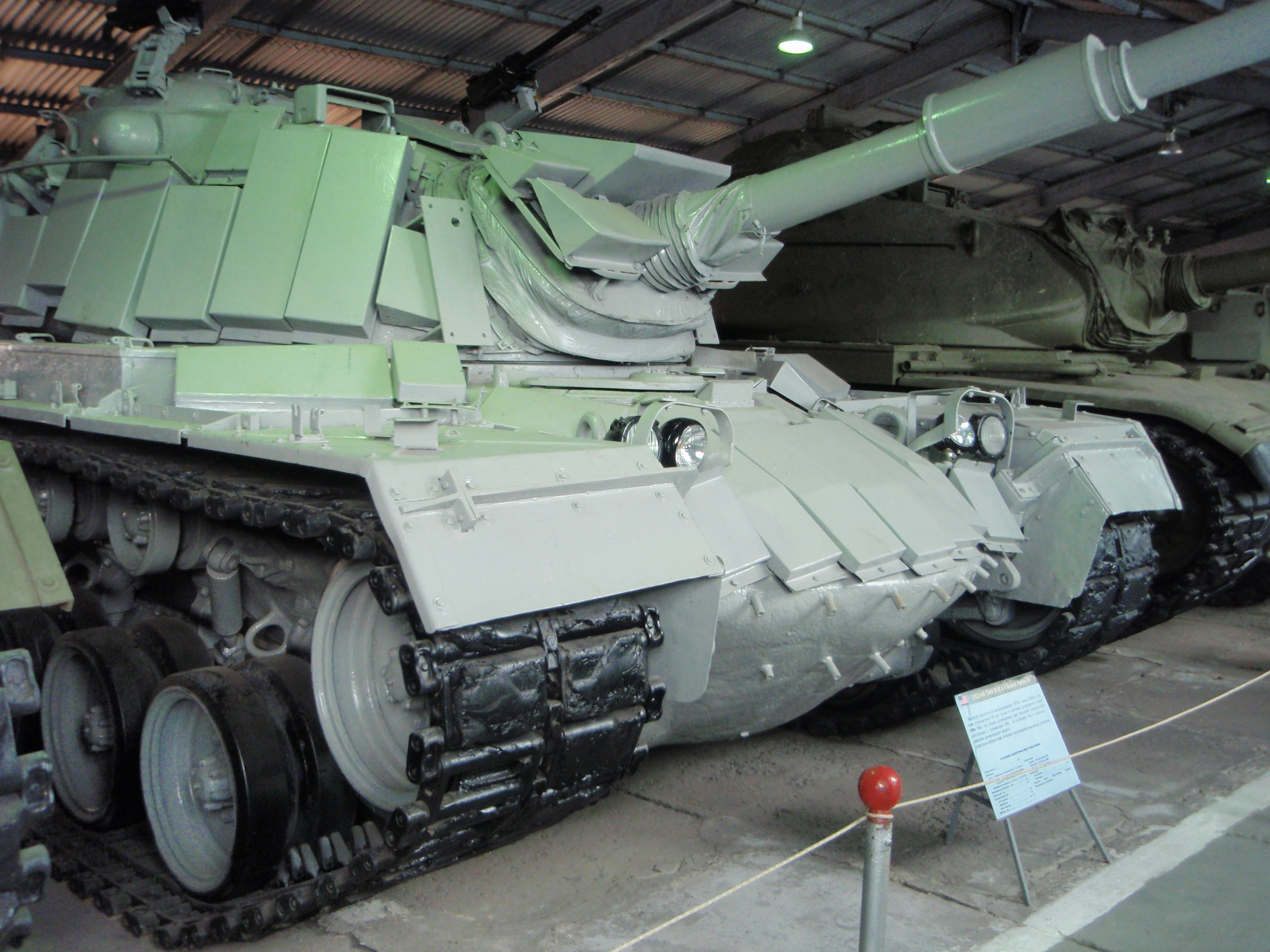
Un Magach al museu de tancs de Kubinka (Rússia)

Durant la guerra de 1982, uns 200 tancs Magach van ser desplegats en sis batallons, tres cadascun de les 734a i 943a Brigades Blindades de la 90a Divisió de Reserva. A més dels canons de 105 mm, els tancs estaven equipats amb protecció dinàmica. No obstant això, encara hi va haver casos de tancs destruïts per munició acumulada durant la guerra. Per exemple, el 9 de juny, un RPG-7 va destruir un M48 del 360è Batalló, matant a tres dels quatre membres de la tripulació.
Una famosa batalla va tenir lloc el 10 de juny, quan el comandament israelià va enviar tropes a perseguir unitats de la 1a Divisió siriana que van ser confoses amb unitats en retirada. El 362è Batalló, amb tancs M48A3, que intentaven perseguir els sirians, va ser emboscat a prop del sultà Yakub a mitjanit del 10 de juny i va perdre la majoria de les seves forces, mentre que el 363è Batalló i parts de la 880a Divisió, que s'afanyaven a ajudar, també van patir pèrdues. Durant la batalla, els israelians van perdre irremeiablement vuit tancs M48A3, quatre dels quals van ser capturats pels sirians. Només 10 vehicles blindats del 362è Batalló van escapar de l'emboscada sense danys. Un dels Magah capturats va participar més tard a la desfilada siriana al Líban, i un altre va ser donat a la Unió Soviètica.

## Modificacions

### Estats Units
- T48: Prototips de desenvolupament dissenyats el 1950 i utilitzats entre 1951 i 1955.
- M48: Variant de producció inicial amb dissenys de casc i torreta Mod A amb pistola M41 de 90mm, muntura de metralladora controlable a distància M1 i motor de gasolina AV-1790-5 o -7. Considerat no apte per a ús de combat a Europa, relegat a ús de CONUS.
  - M48C: M48 amb protecció balística de casc incorrecta. Relegada per la CONARC a l'Escola de Forces Armades de Fort Knox per a la formació no balística dels membres de la tripulació i el personal de manteniment.
- M48A1: Primera variant a tenir cupola M1 i disseny de casc Mod B. Equipat amb tambors de combustible externs per ampliar la seva gamma.
- M48A2: Casc redissenyat amb sistema de suspensió simplificat i portes d'accés al motor lovarat, motor de gasolina injectat AVI-1790-8 i disseny de torreta Mod B.
  - M48A2C: M48A2 equipat amb sistema de control d'incendis M13.
- M48A3: Motor dièsel AVDS-1790-2A i cúpula M1E1. Retirat de l'ús de combat el 1973, reemplaçat per M60A1.
- M48A4: Buc del M48A1 i torreta del M60, modernitzats a l'estàndard M48A3. Equipat amb espaiadors a l'anell de la torreta per elevar la torreta i la reordenació de l'estiba de munició per acomodar la munició de 105 mm.
- M48A5PI:  Conversions primerenques de bucs M48A1 a l'estàndard M48A5. Retingut el motor AVDS-1790-2A, transmissió CD-850-5A i pista T97. Tots van ser actualitzats el 1976 amb components del M60A1 RISE Hull PIP Update Kit i redissenyats M48A5.[8]
- M48A5: Amb un canó M68 de 105mm, tots els M16 FCS de mesura mètrica, metralladora de coax actualitzada a M219 i un sistema de protecció de la tripulació NBC. Les actualitzacions de components del buc inclouen el motor AVDS-1790-2C RISE, els panells del motor TLAC i la pista T142. Alguns estaven equipats amb la cúpula M19. Tots van ser relegats a la Guàrdia Nacional de l'Exèrcit per a ús d'entrenament CONUS. Substituïda per la M60A3.
- QM48: Designació M48A3 per a vehicles objectiu. Retirat de l'ús el 1994 i reemplaçat en el paper per QM60.

### Altres països

#### E48 series
- E48: Variant modificada M48/M48A1 per a un servei no nord-americà.
- E48A: Variant modificada M48A2 per a un servei no nord-americà.
- E48B: Variant modificada M48A3 per a un servei no nord-americà.
- E48C: Variant modificada M48A5 per a un servei no nord-americà.

### Israel
- Magach 1: La designació israeliana del M48A1

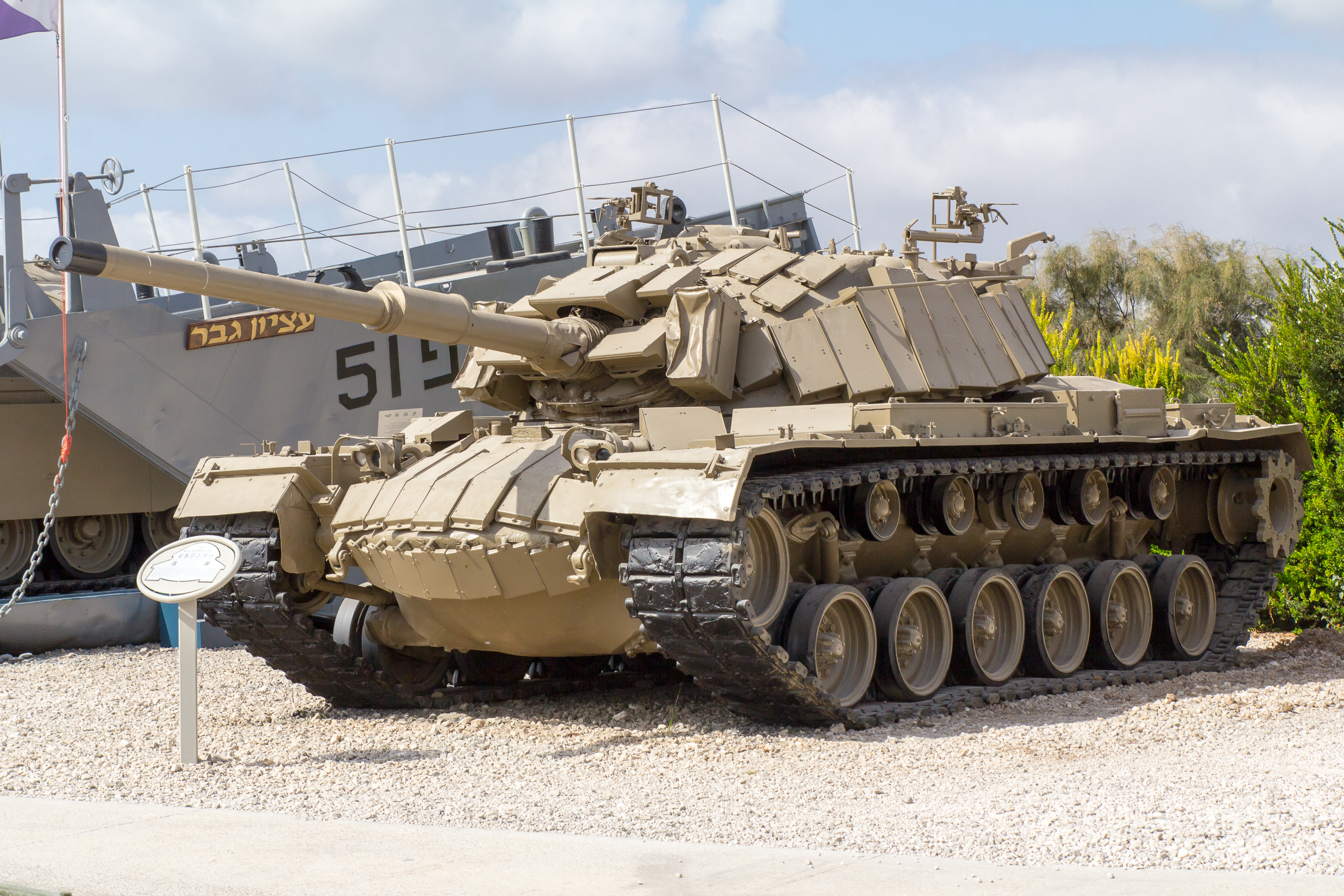
Un Magach 3 equipat amb ERA blazer

- Un Magach 3 equipat amb ERA blazerMagach 2: La designació isreliana del  M48A2 armada amb pistola M41, alguns també equipats amb la cúpula ERA  Blazer i Urdan.
- Magach 3: Modernitzat israelià M48A1/A2/A3. Armat amb canó L7A1 de 105mm britànic, cúpula Urdan, nova suite de comunicació i un dièsel AVDS-1790-2A de 750 CV. La majoria van ser equipats amb l'era Blazer.
- Magach 5: Generalment similar al Magach 3, però amb motor AVDS-1790-2D actualitzat i transmissió CD-850-6A. La majoria estaven equipats amb l'ERA Blazer i la cúpula Urdan.

#### Espanya
- M48A3E: Variant amb pistola principal M68E1 de 105mm, telèmetre M17B1C, ordinador balístic M13A4 i reflector AN/VSS-1(V)1 IR.[48]
- M48A5E1: M48A3E amb motor actualitzat.
- M48A5E2: Sistema de control d'incendis Hughes Mk7 amb telèmetre làser i ordinador balístic d'estat sòlid i equip de visió nocturna passiva.
- M48A5E3: Vehicle prototip. M48A5E2 equipat amb visió tèrmica IR de l'artiller i un nou sistema d'estabilització d'armes.

#### Sud Corea
- M48A3K: Un M48A3 equipat amb sistema de control d'incendis de tancs làser.
- M48A5K1: Canó principal KM68A1 de 105mm, sistema de control d'incendis digital, cúpula M1 i faldons laterals d'acer
- M48A5K2: Igual que K1 però equipat amb una cúpula de perfil baix Urdan.
- M48A5KW: Igual que K2 però sense armadura lateral.

#### Taiwan
- M48A3: Variant amb menor capacitat de combustible, el rang operatiu es va reduir a 312 km.
- CM-11 Brave Tiger: Variant híbrida que aparella la torreta M48A3 al buc M60A1 RISE. Incloïa una millor estabilització de les armes i un nou sistema de control d'incendis.
- CM-12: Variant actualitzada amb CM-11 FCS i sistemes d'armes. Capacitat de combustible més baixa, abast de 203 km.

#### Turquia
- M48A5T1: Variant actualitzada al nivell M60A1. Les modificacions inclouen el canó M68E1 de 105mm, el M19 FCS, un sistema de visió nocturna passiva i el motor dièsel AVDS-1790-2C RISE. Alguns equipats amb la cúpula M19.
- M48A5T2: S'ha actualitzat al nivell M60A3 amb M21 FCS, cercador de rang làser i visió tèrmica TTS per a l'artiller.

#### Alemanya de l'oest
- Kampfpanzer M48A2CGA1: Armada amb pistola principal de 90mm M41 amb un deflector d'explosió cilíndrica. Alguns estaven equipats amb el kit M8 Bulldozer.[49]M48A2C de la Bundeswehr

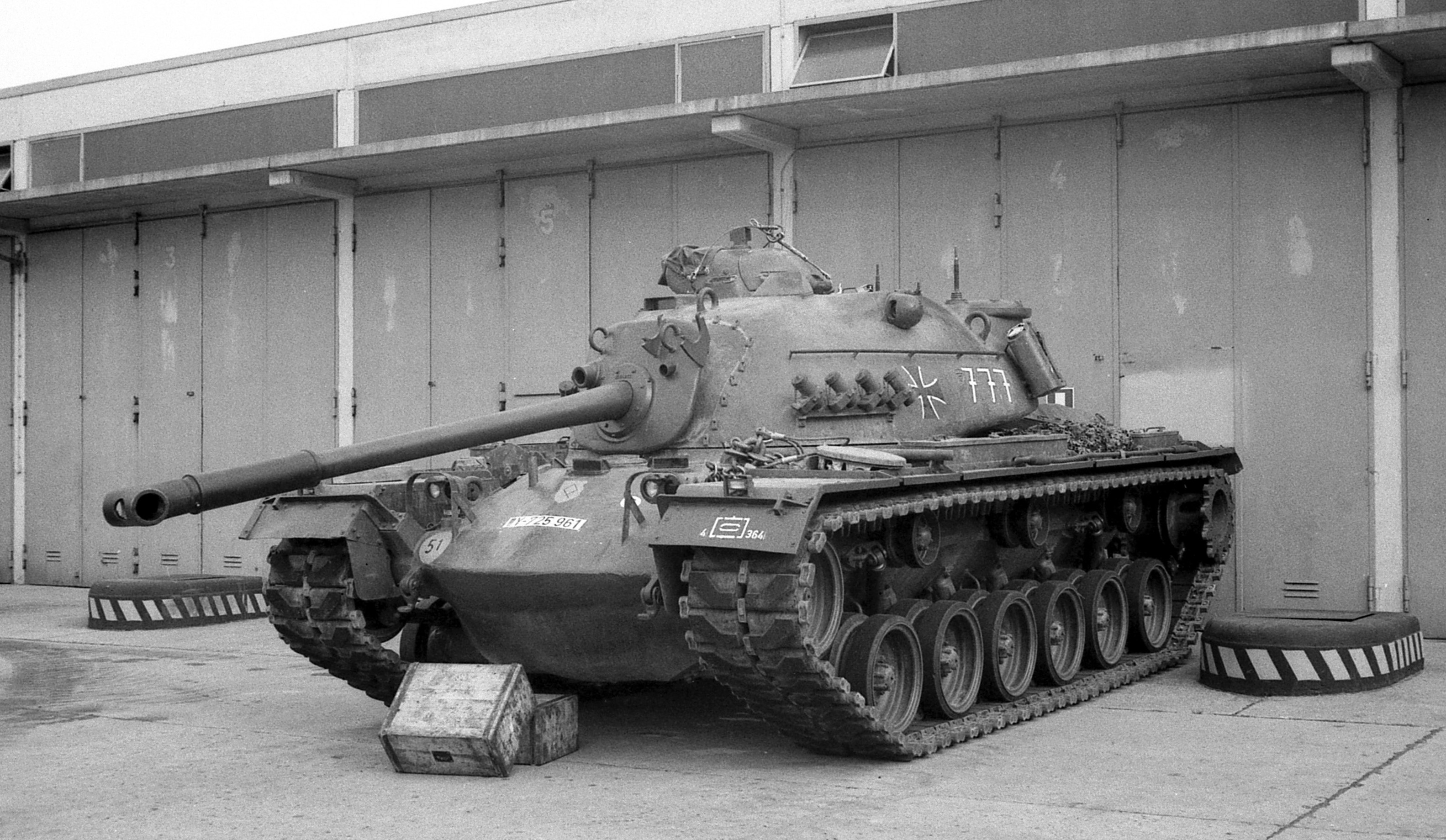
M48A2C de la Bundeswehr

- Kampfpanzer M48A2CGA2: Nous canons L7A3 de 105mm de muntatge amb nou mantell de pistola i anell de metralladora MG3 muntat en la nova cúpula circular del comandant de repartiment, juntament amb el motor dièsel MTU 871.[49]
- M48G Export: Actualització per a l'exportació, similar a la M48A2GA2 i equipat amb motor dièsel MTU MB-837 Ea-500. Turquia va actualitzar els seus cinc tancs M48A1 a Alemanya i va comprar altres 165 kits d'actualització.
- Super M48: Actualització modular oferta el 1994 per Krauss Maffei i Wegmann i altres socis per a la M48A2/A3. Les actualitzacions inclouen panells de blindatge Applique per a la torreta, sistema de protecció NBC, sistema de control d'incendis MOLF 48, visió tèrmica, telèmetre làser, motor dièsel MTU MB-837 Ka-501 i transmissió automàtica Renk RK304. Armat amb canó L7A3 de 105mm. Només 5 prototips construïts.[49][50]
- M48/Leopard 2: Prototip del xassís del M48 i torreta del Leopard 2.[51]

#### Grècia
- M48A5 MOLF: Equipada amb sistema de control d'incendis EMES-18.

#### Iran
- Zulfiqar-1: La variant moderna iraniana M48A3/A5 es va desenvolupar a mitjans de la dècada de 1990, armada amb un canó principal rus de 2A46 125 mm.[52]

## Versions

### Estats Units
- M48 AVLB: Vehicle llançaponts M48A3 amb tisores de 18 metres d'altura, aparellades al casc M48A1/M48A2. La majoria van ser actualitzats amb el kit d'actualització PIP M60 Hull.
- M88 recovery vehicle:  vehicles blindats de recuperació basat en el xassís i les peces del component d'automòbil dels tancs M48 Patton i M60 Patton.
- M48 GAU-8: Un prototip Arma antiaèria autopropulsada creat per General Electric que va incorporar el canó GAU-8 Avenger com a pistola principal.
- M67 tanc de llançaflamas "Zippo": Un tanc M48 armat amb un llançador de flama i un canó i deflector. Anomenat així per un popular encenedor de cigarrets.
- MX246: Prototip d'un sistema de defensa aèria de curt abast dissenyat per General Dynamics, va perdre contra el M247 Sergeant York durant una competició.[53]Un M247 Sergeant York

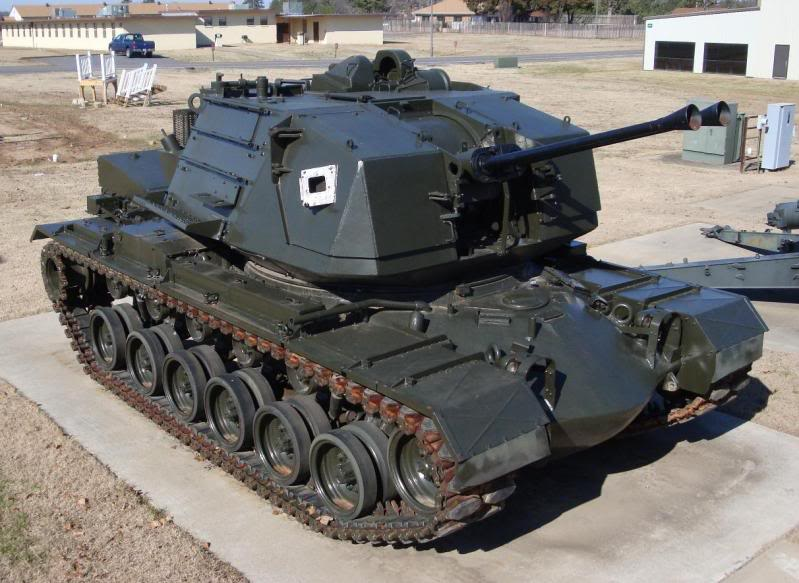
Un M247 Sergeant York

- M247 Sergeant York: Un sistema de defensa aèria de curt abast dissenyat per Ford Aerospace armat amb 2 canons Bofors de 40 mm muntats en el buc M48A1 incorporant millores de components del kit PIP Hull M60A1. El seu nom porta l'honor del sergent Alvin York. Cancel·lat el 1985.
- M48 Marksman: Prototip del sistema antiaeri Marksman de curt abast britànic dissenyat per GEC-Marconi. Armat amb dos canons Oerlikon de 35 mm aparellats al buc M48A2. No acceptat per al servei nord-americà.

### Altres països
- M48 Tagash AVLB: variant israeliana del M48 AVLB. M48A2s de Jordània. Actualitzat amb pista i suspensió basada en Merkava, motor actualitzat i dues seccions de pont tàndem Tzmed.
- Keiler: Variant de martinet de mina alemanya basada en el casc M48A2 amb motor dièsel alemany MTU 871 Ka501 millorat 986 CV i transmissió HSWL 284 M. A partir de 2007 encara estaven en servei.
- M48T5: Vehicles de suport de combat turcs basats en el casc M48A2 dissenyat per TLFC Kayseri i presentat al IDEF Show a Ankara, Turquia el desembre de 2005.
  - M48T5 ARV: Un vehicle de recuperació blindat a torreta ha estat substituïda per una superestructura cuirassada soldada que proporciona protecció contra fragments de petxines i foc d'armes petites i una fulla estabilitzadora/dozer muntada al davant. Està equipat amb un cabrestant operat hidràulicament amb una capacitat màxima valorada de 70 tones i un cabrestant auxiliar amb una capacitat de dues tones. Tots dos cabrestants es troben a la part davantera del vehicle.
  - M48T5 CEV: Un vehicle enginyeria de combat, visualment similar a l'ARV i té els mateixos dos torns i una fulla estabilitzadora/dozer muntada davant. El boom està muntat al costat dret del buc a la part davantera però té una jib extensible que es pot equipar amb diversos accessoris per complir amb els requisits específics de l'enginyer, quan s'utilitza com a grua té una capacitat d'elevació de set tones. El boom es pot recórrer a través de 195 graus.

## Operadors

### Acutals
- Països en color blau on tenen un M48 en servei. Països en color vermell on tenien un M48 en servei. Alemanya: El 2021, 24 Keiler estaven en servei.[54]

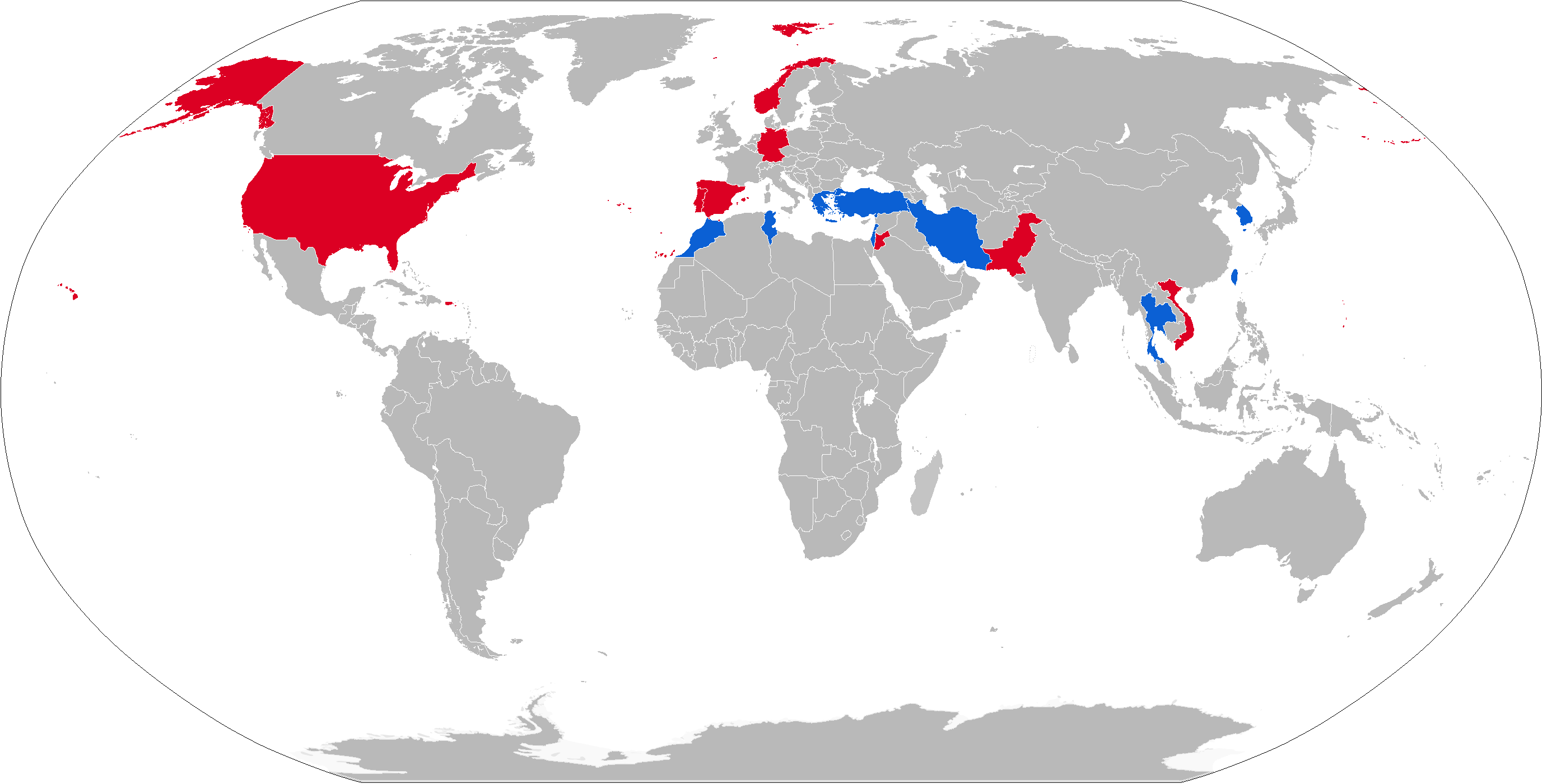
Països en color blau on tenen un M48 en servei. Països en color vermell on tenien un M48 en servei.

- Corea del Sud: Al voltant de 200 M48A3K i 400 M48A5K1/K2/KW segueixen en servei amb l'Exèrcit de la República de Corea a partir de 2023.[55]
- Grècia: 450 M48A5 MOLF.
- Iran: 180 M48A5.
- Líban: 104 M48A5PI.
- Marroc: 225 M48A5PI.
- Polònia: 4 Keiler, transferit d'Alemanya.
- República de la Xina: 265 CM-11, 100 CM-12.[56]
- Tailàndia: 105 M48A5PI.
- Turquia: 630 M48A5T2 en servei. Totes les altres variants, 2.250 peces, incloent-hi els 1.389 M48A5T1 estan fora de servei actiu.

### Antics
- Alemanya Occidental: 1.692 serveis actius fins a 1993.
- Bèlgica: Només M48 AVLB
- Espanya: 164 M48A5E.M48A5E2 de l'exèrcit Espanyol

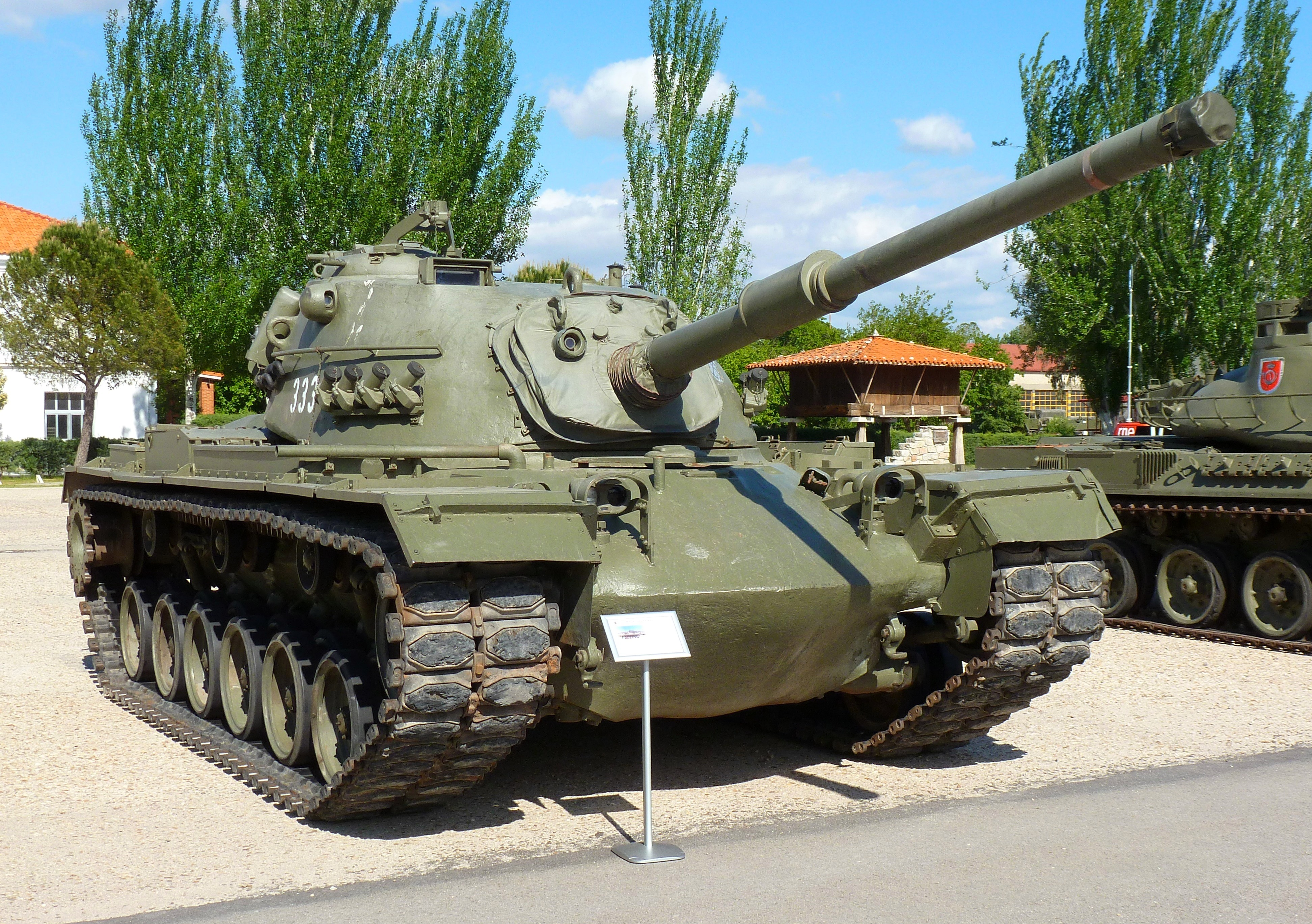
M48A5E2 de l'exèrcit Espanyol

- Estats Units: Retirat de l'ús de combat el 1973, per la Guàrdia Nacional de l'Exèrcit el 1987, i de l'ús objectiu el 1994.
- Iraq: Ús limitat ad hoc de tancs iranians capturats durant la Guerra Iran-Iraq.[57] Els tancs restants van ser desballestats després de la guerra. Mai va ser oficialment al servei iraquià.
- Israel: 561 Magach 5.
- Jordània: 200 M48A1.
- Noruega: 38 M48, actualitzat a M48A5 entre 1982-86. 17 addicionals adquirits el 1986. L'M48 es va eliminar gradualment el 1993.
- Pakistan: 300 M48A5 en servei actiu fins al 2002, actualment en reserva.[58]
- Portugal: 86 M48A5 rebuts subministrats per Alemanya Occidental a partir de 1977. Substituïts per 93 M60A3 TTS subministrats pels EUA des de 1993 i 37 Leopard-2A6 als anys 2000.
- Tunisia: 28 M48A3
- Vietnam: M48A3 en emmagatzematge estratègic fins al 2010, molts capturats durant la Guerra de Vietnam.

## Carros de combat similars
- Estats Units: M46 Patton
- Estats Units: M47 Patton
- Estats Units: M60 Patton
- URSS T-54/55
- Regne Unit Centurion